# ステファン・レヴィン
ステファン・レヴィンは、キャプテン翼に登場する架空のサッカー選手である。血液型はAB型。

## 人物

### プロフィール
スウェーデンユース代表でキャプテンを務めるMF。背番号は12。「白夜の4騎士」のリーダーにして「フィールドの破壊神」の異名を持つ。科学トレーニングで鍛えた強靭なフィジカルに最高クラスのテクニックを併せ持つ。過去に恋人であるカレンを交通事故で失っており、その事が原因で心を閉ざしワールドユース後の引退を表明している。カレンの交通事故の遠因ともなった石像を破壊するため、スピードより相手を破壊する事に特化した殺人シュート「レヴィンシュート」を編み出し、若林やミューラーの腕を破壊した。若林曰く「三杉に近いプレースタイル」だが時には三杉よりも激しく攻める。他にも「オーロラカーテン」や「オーロラフェイント」という、まるで分身しているかの様な技を使う。また、ペナルティエリア付近は、レヴィンが確実に点を取る事から「レヴィンゾーン」とチームメイトから呼ばれる。

### 経歴
ケルン - バイエルン・ミュンヘン

#### ワールドユース編
スウェーデンはブラジルとの早期の対戦を避けるため予選リーグでは最初から2位を狙っており、最初の2戦はレヴィンを温存した。レヴィン自身もアメリカ戦にはチームに同行せず、全日本vsウルグアイ戦を視察。だがドイツ戦では初出場して4ゴールを決め5-3でドイツを下し、計画通り決勝トーナメント準々決勝で全日本と対戦。レヴィンシュートで再三ゴールを狙うも対策を施してきた若林のセービングに苦戦する。そして決死のブロックを試みた赤井の姿、翼の「サッカーボールは人を傷つける道具じゃない」という言葉、若林の説得などにより、自分の過ちに気付き、失っていた心を取り戻した。その直後、破壊力よりもスピードを重視した「NEWレヴィンシュート」を使うようになったが若林からゴールを奪うことはできず、翼のVゴールにより敗退した。その後、ワールドカップで雪辱を晴らすことを誓い、引退宣言を取り消した。
なお、全日本との試合の最中に、スウェーデンユースのマネージャーを務めるシェリーが心の中で「レヴィンの事が好き」と語っているが、レヴィンが彼女の想いを受け入れて恋人同士になったのかどうかは曖昧なままになっている。

#### ROAD TO 2002
肖と共にシュナイダーの所属するバイエルンに入団。ハンブルグ戦では、若林からゴールを奪う為、破壊力重視の従来の「レヴィンシュート」を放ち、超強力コンビネーションシュート「龍の咆哮」の起点となった。

## 戦歴
- 18歳-19歳
  - ワールドユース選手権大会ベスト8

## 得意技
ドライブシュート
上空から急速に曲がり落ちるシュート。ブンデスリーガで若林相手に一度だけ使っている。
レヴィンシュート
ボールに銃弾のようなスクリュー回転をかけてから放つシュート。スピードはそれほどでもないが前述の特殊な回転により石像を粉砕するほどの殺人的な威力を誇る。翼曰く、火野のトルネードシュート以上の衝撃力がある。
ブンデスリーガにおいて若林の左腕を破壊し、ワールドユース本戦グループリーグではミューラーから4ゴールを奪った。全日本戦では赤井が3発を捨て身でブロックし試合続行不可能となった。再戦時の若林ですらキャッチングは不可能だったが、【ROAD TO 2002】では若林に徹底的に研究され完全に攻略された。
NEWレヴィンシュート
回転をかけずに放つ、破壊力よりスピードを重視したレヴィンシュート。ペナルティエリア外から放つも若林には通用しなかった。
オーロラフェイント
高速移動により無数の残像を生み出し相手を抜き去るドリブル技。マンマークの達人である赤井ですらついていけない程のキレがある。
オーロラカーテン
高速移動により無数の残像を生み出し障壁を作り、相手のドリブルを阻止する技。カルツのハリネズミドリブルすら容易く防いでみせた。
直角フェイント
相手の直前で直角に曲がるドリブル技。本来は葵の技だが一目見ただけでコピーしてみせた。
龍の咆哮
レヴィンがレヴィンシュートで肖俊光にパスを送り、それを肖俊光が反動蹴速迅砲でシュナイダーに送り、それをシュナイダーがファイヤーショットで打ち返すという合体技。ゴールネットを突き破るほどの威力があり、絶好調時の若林ですら反応できなかった。

## ゲームに登場する技

### KLab版
オーロラシュート
レヴィンシュートの改良版。放つときにオーロラのエフェクトをまとう。
NEWレヴィンオーバーヘッド
NEWレヴィンシュートをオーバーヘッドで放つ技。

### バンダイナムコ版
Switch/PS4版「RISE OF NEW CHAMPIONS」にてDLC第1弾追加キャラとして登場。カレンが生存しているため本作では「レヴィンシュート」を習得していない。
シャープネスシュート
縦回転をかけた、低い弾道のシュートを放つ。キーパーが時々動けなくなるほど回転とスピードが鋭い。
スーパーシャープネスシュート
右足でリフティングし、さらに回転しながら左足で大きく蹴り上げたボールを、豪快なジャンピングボレーでシュートする。回転とスピードが非常に鋭く、キーパーがより動きにくい。

## 担当声優
- 内藤玲 - テレビアニメ第3作
- 木村良平 - 『たたかえドリームチーム』
- 塩尻浩規 - 『ZERO』『RISE OF NEW CHAMPIONS』